# Lee Eun-mi
Lee Eun-mi (Hangul: 이은미) es una cantante surcoreana. Es bien conocida por su canción «I Have a Lover» («Tengo un amante»), la cual la hizo muy popular en Corea del Sur.

## Carrera
Debutó en 1989 y llegó a ser conocida por la canción que lanzó su carrera "I Have a Lover" y otras, como "In the Middle of Breaking Up," "Into the Memories" y "Nocturn."
Ha dicho que fue influenciada por The Carpenters y el fallecido cantante surcoreano Kim Kwang-seok.

### La diva de los pies descalzos
Se centró en las actuaciones en directo más que en presentaciones de televisión, y fue conocida por sus seguidores como la "diva de los pies descalzos."

### Concierto por su 20 aniversario
En 2009 presentó su Lee Eun Mi - 20th Anniversary Concert, una gira nacional de más de 70 ciudades en Corea del Sur, para la promoción de su nuevo álbum, Walking Atop The Sound'; y una gira en Canadá y los Estados unidos.

### Maestra de ceremonias
En mayo de 2012 comenzó a presentar la segunda temporada del programa de la MBC I Am a Singer e interpretó su canción "Nocturne" en la primera noche, recibiendo elogios por su estilo.A pesar de su relativa inexperiencia, en comparación a los últimos maestros de ceremonias del programa, el director creativo dijo, "Nos quedamos impresionados con su estilo al hablar, que era a la vez reconfortante y sin esfuerzo" y convencidos de que ella se mantuviera, después de ser una sustituta temporal.
De su participación en el programa se dijo que revelaba "un lado más suave" de la veterana cantante que era conocida por tener una "fuerte, a veces terca, postura en temas relacionados con el K-pop," y una oposición firme a la sincronización de los labios al aire.

### Primer encuentro de aficionados japoneses
En mayo de 2012, a la edad de cuarenta y seis años, realizó su primer encuentro de fanáticos, Lee Eun-mi Story en Osaka y Tokio, Japón.

## Vida personal
El 12 de enero de 2011 se casó con su amigo y amante, un empresario coreano-americano, en Santa Bárbara, California, la pareja reside en Samseong-dong, Seúl.

## Libros
En 2007 publicó una colección de fotos y poemas en  Meeting Poems Barefooted (Reunión de Poemas con los pies Descalzos).
En su libro de memorias Barefoot Diva (Diva Descalza), publicado en febrero de 2012, ella escribió, "Por un tiempo, la gente me llamó una tigresa diciéndome que parecía siempre dispuesta a criticar y luchar. Creo que entonces, yo creía que ese tipo de actitud, era la única manera en que yo podía seguir haciendo la música en la manera en que yo quería."

## Discografía

### Álbumes de estudio
- Walking Atop The Sound (2009)
- Ma Non Tanto (2005)
- Noblesse (2001)
- 자유인 (1997)
- Beyond Face (1998)